# 会稽道
会稽道（かいけい-どう）は中華民国北京政府により設置された浙江省の道。

## 沿革
1914年（民国3年）5月23日、清代の寧紹台道管轄区域に設置、道尹は鄞県に置かれ、下部に鄞県、慈渓、奉化、鎮海、象山、南田、定海、紹興、蕭山、諸曁、余姚、上虞、嵊県、新昌、臨海、黄岩、天台、仙居、寧海、温嶺の20県を管轄した。1927年（民国16年）に廃止されている。

## 行政区画
廃止直前の下部行政区画は下記の通り。（50音順）
- 温嶺県
- 鄞県
- 黄岩県
- 慈渓県
- 嵊県
- 上虞県
- 紹興県
- 蕭山県
- 諸曁県
- 新昌県
- 仙居県
- 象山県
- 鎮海県
- 定海県
- 天台県
- 南田県
- 寧海県
- 奉化県
- 余姚県
- 臨海県